# 南大高
南大高（みなみおおだか）は、愛知県名古屋市緑区の地名。現行行政地名は南大高一丁目から南大高四丁目。住居表示未実施地域。

## 地理
名古屋市緑区南部の南大高地区に位置し、東は大高町、西は瀬木南、南は茨谷山・別所山、北は大高町・森の里一丁目に接する。

## 歴史

### 沿革
- 1995年（平成7年）6月22日 - 名古屋市大高南特定土地区画整理組合の設立が認可される[7]。
- 2015年（平成27年）9月12日 - 緑区大高町字東植松の全域および同字阿原・大平戸・上瀬木川西・上瀬木川東・小黒見谷・小黒見山・下瀬木・道円坊・西植松・平子・平地・洞之腰の各一部により南大高一丁目、同字奥平子・中之瀬の全域および同字池之内・奥中道・小黒見谷・小黒見山・助治根山・道円坊・西植松・平子・平子山・平地・山之田の各一部により南大高二丁目、同字茨谷山・北南休・小黒見谷・小黒見山・助治根山・南休山・平子山の各一部により南大高三丁目、同字柿木峡・上瀬木川東・北炭焼・北南休・小黒見谷・小黒見山・下西峡・南休・南休山・西植松・南炭焼の各一部により南大高四丁目としてそれぞれ成立[1]。
- 2021年（令和3年）9月25日 - 四丁目の一部が瀬木南となる[8]。

## 世帯数と人口
2019年（平成31年）3月1日現在の世帯数と人口は以下の通りである。
| 丁目         | 世帯数    | 人口    |
| ------------ | --------- | ------- |
| 南大高一丁目 | 391世帯   | 1,044人 |
| 南大高二丁目 | 570世帯   | 1,479人 |
| 南大高三丁目 | 323世帯   | 768人   |
| 南大高四丁目 | 391世帯   | 892人   |
| 計           | 1,675世帯 | 4,183人 |

### 人口の変遷
国勢調査による人口の推移
| 2015年（平成27年） | 3,879人 | [ 9 ] |  |

## 学区
市立小・中学校に通う場合、学校等は以下の通りとなる。また、公立高等学校全日制普通科に通う場合の学区は以下の通りとなる。
| 丁目         | 番・番地等 | 小学校                 | 中学校               | 高等学校 |
| ------------ | ---------- | ---------------------- | -------------------- | -------- |
| 南大高一丁目 | 全域       | 名古屋市立大高南小学校 | 名古屋市立大高中学校 | 尾張学区 |
| 南大高二丁目 | 全域       | 名古屋市立大高南小学校 | 名古屋市立大高中学校 | 尾張学区 |
| 南大高三丁目 | 全域       | 名古屋市立大高南小学校 | 名古屋市立大高中学校 | 尾張学区 |
| 南大高四丁目 | 全域       | 名古屋市立大高南小学校 | 名古屋市立大高中学校 | 尾張学区 |

## 施設
- 名古屋市立大高南小学校[12]

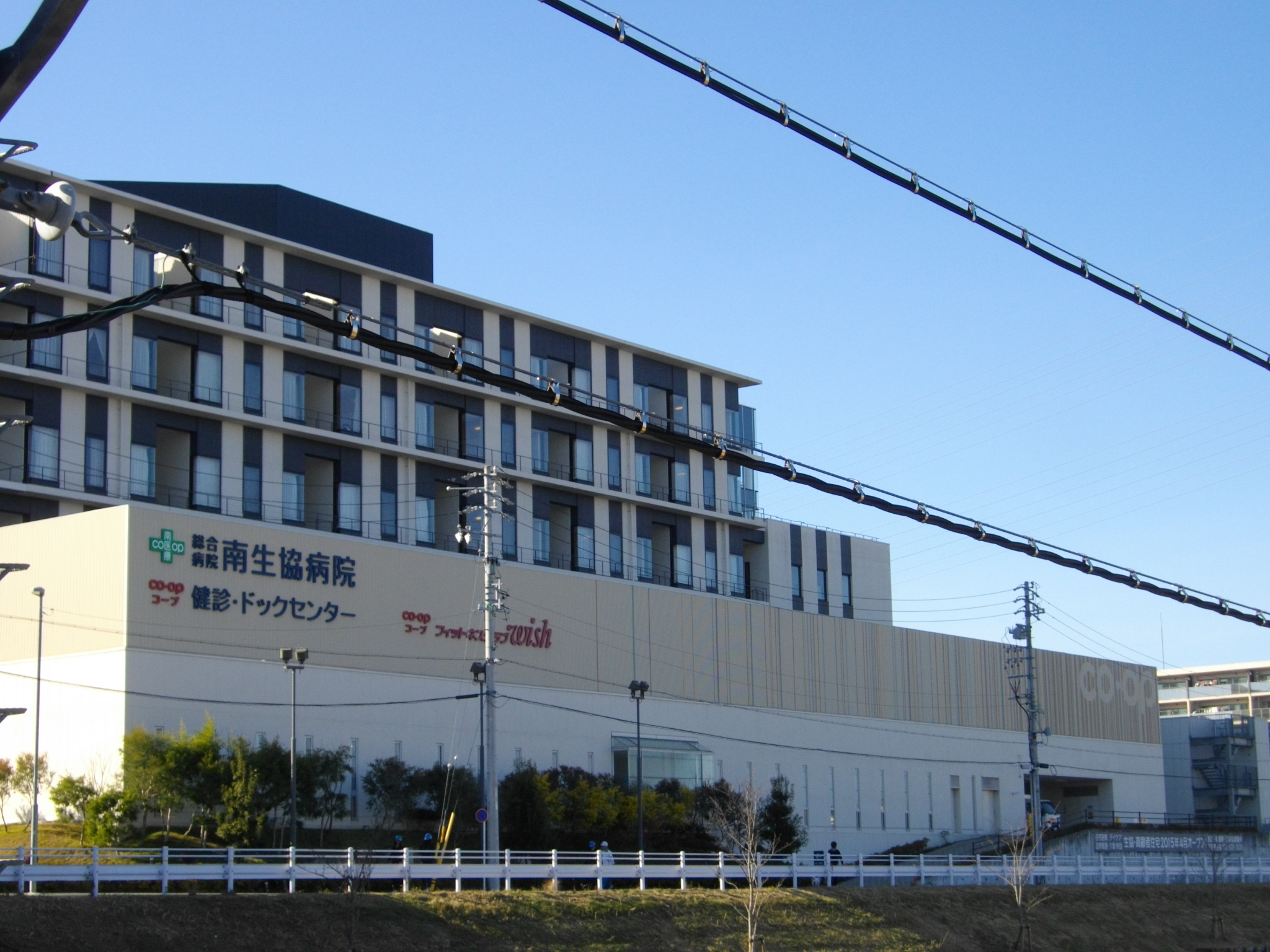
総合病院南生協病院
- イオンモール大高[14]
- 百五銀行大高支店[15]
- 名古屋銀行大高支店
- 岡崎信用金庫大高支店
- 南大高保育園

- 南生協病院

## 交通
同名の鉄道駅であるJR東海東海道本線南大高駅は、大高町字池之内に所在している。ただし、地内のイオンモール大高とは自由通路で接続している。

### 道路
- 愛知県道23号東浦名古屋線

## その他

### 日本郵便
- 郵便番号 : 459-8016[4]（集配局：緑郵便局[18]）。